# Tuberculatus etruscus
Tuberculatus etruscus är en insektsart. Tuberculatus etruscus ingår i släktet Tuberculatus och familjen långrörsbladlöss. Inga underarter finns listade i Catalogue of Life.